# Чемпионат России по лёгкой атлетике 2015
Чемпионат России по лёгкой атлетике 2015 года прошёл 3—5 августа в Чебоксарах на Центральном стадионе «Олимпийский». Соревнования являлись отборочными в сборную России для участия в чемпионате мира, прошедшем 22—30 августа в Пекине, столице Китая. В соревнованиях приняли участие 794 спортсмена из 65 регионов страны. На протяжении 3 дней были разыграны 38 комплектов медалей.
На протяжении 2015 года в различных городах были проведены чемпионаты России в отдельных дисциплинах лёгкой атлетики:
- 22—24 февраля — Зимний чемпионат России по длинным метаниям (Адлер)
- 27—28 февраля — Зимний чемпионат России по спортивной ходьбе (Сочи)
- 4 апреля — чемпионат России по горному бегу (вверх) (Железноводск)
- 25 апреля — чемпионат России по кроссу (весна) (Жуковский)
- 11 мая — чемпионат России по марафону (Казань)
- 16 мая — чемпионат России по горному бегу (вверх-вниз) (Токсово)
- 16—17 мая — чемпионат России по суточному бегу (Москва)
- 8—10 июня — чемпионат России по многоборьям (Чебоксары)
- 12—13 июня — чемпионат России по спортивной ходьбе (Чебоксары)
- 19 июля — чемпионат России в беге на 10 000 метров (Жуковский)
- 6 сентября — чемпионат России по бегу на 100 км (Санкт-Петербург)
- 7—10 сентября — чемпионат России по эстафетному бегу (Адлер)
- 12 сентября — чемпионат России по полумарафону (Новосибирск)
- 3—4 октября — чемпионат России по кроссу (осень) (Оренбург)
- 25 октября — чемпионат России по горному бегу (длинная дистанция) (Красная Поляна)

## Медалисты

### Мужчины
| Дисциплина                          | Золото                                                                                       | Золото             | Серебро                                                                                           | Серебро            | Бронза                                                                                         | Бронза             |
| ----------------------------------- | -------------------------------------------------------------------------------------------- | ------------------ | ------------------------------------------------------------------------------------------------- | ------------------ | ---------------------------------------------------------------------------------------------- | ------------------ |
| 100 м (ветер: −0,9 м/с)             | Константин Петряшов Вологодская область Санкт-Петербург                                      | 10,43              | Александр Бреднев Краснодарский край Ульяновская область                                          | 10,43              | Денис Огарков Липецкая область Брянская область                                                | 10,43              |
| 200 м (ветер: +1,8 м/с)             | Артур Рейсбих Санкт-Петербург                                                                | 20,92              | Константин Петряшов Вологодская область Санкт-Петербург                                           | 20,99              | Роман Смирнов Москва Воронежская область                                                       | 21,06              |
| 400 м                               | Павел Тренихин [a] Тюменская область Свердловская область                                    | 46,10 [a]          | Артём Денмухаметов [a] Свердловская область Челябинская область                                   | 46,52 [a]          | Денис Алексеев [a] Пермский край Санкт-Петербург                                               | 46,86 [a]          |
| 800 м                               | Константин Толоконников Ростовская область                                                   | 1.45,76            | Иван Нестеров Свердловская область                                                                | 1.46,70            | Николай Вербицкий Бурятия                                                                      | 1.47,22            |
| 1500 м                              | Валентин Смирнов Санкт-Петербург Челябинская область                                         | 3.48,18            | Вячеслав Соколов Москва Челябинская область                                                       | 3.48,33            | Владимир Попов Чувашия Оренбургская область                                                    | 3.48,92            |
| 5000 м                              | Алексей Попов Воронежская область                                                            | 13.39,26           | Владимир Никитин Пермский край                                                                    | 13.40,06           | Андрей Минжулин Свердловская область                                                           | 13.44,65           |
| 110 м с барьерами (ветер: −2,9 м/с) | Константин Шабанов Москва Псковская область                                                  | 13,61              | Александр Евгеньев Москва Ростовская область                                                      | 13,77              | Филипп Шабанов Москва Псковская область                                                        | 13,89              |
| 400 м с барьерами                   | Денис Кудрявцев Тюменская область Челябинская область                                        | 49,07              | Иван Шаблюев Санкт-Петербург                                                                      | 49,75              | Тимофей Чалый Красноярский край Московская область                                             | 49,77              |
| 3000 м с препятствиями              | Ильгизар Сафиуллин [b] Москва Приморский край                                                | 8.34,65 [b]        | Виктор Бахарев [b] Новосибирская область                                                          | 8.35,58 [b]        | Юрий Клопцов [b] Москва Алтайский край                                                         | 8.36,32 [b]        |
| Прыжок в высоту                     | Даниил Цыплаков Хабаровский край                                                             | 2,31 м             | Сергей Мудров [c] Москва Ивановская область                                                       | 2,25 м [c]         | Алексей Дмитрик [c] Краснодарский край Санкт-Петербург                                         | 2,22 м [c]         |
| Прыжок с шестом                     | Александр Грипич Краснодарский край Москва                                                   | 5,65 м             | Иван Гертлейн Москва                                                                              | 5,65 м             | Георгий Горохов Москва                                                                         | 5,65 м             |
| Прыжок в длину                      | Павел Шалин Москва Липецкая область                                                          | 8,05 м (+2,3 м/с)  | Сергей Полянский Московская область                                                               | 8,03 м (+1,5 м/с)  | Александр Петров Москва Брянская область                                                       | 8,01 м (+0,8 м/с)  |
| Тройной прыжок                      | Люкман Адамс Москва Санкт-Петербург                                                          | 17,34 м (+1,7 м/с) | Дмитрий Сорокин Краснодарский край Хабаровский край                                               | 17,07 м (+0,7 м/с) | Александр Юрченко Самарская область                                                            | 16,57 м (+1,0 м/с) |
| Толкание ядра                       | Максим Сидоров Московская область                                                            | 20,58 м            | Александр Лесной Краснодарский край                                                               | 20,38 м            | Максим Афонин Москва Саха−Якутия                                                               | 20,06 м            |
| Метание диска                       | Глеб Сидорченко Москва Ставропольский край                                                   | 61,34 м            | Александр Кириа Краснодарский край                                                                | 58,52 м            | Алексей Худяков Москва Оренбургская область                                                    | 58,37 м            |
| Метание молота                      | Сергей Литвинов Мордовия                                                                     | 76,01 м            | Алексей Королёв [d] Санкт-Петербург                                                               | 74,85 м [d]        | Алексей Сокирский [d] Краснодарский край                                                       | 74,21 м [d]        |
| Метание копья                       | Дмитрий Тарабин Краснодарский край Московская область                                        | 84,70 м            | Валерий Иордан Московская область                                                                 | 78,38 м            | Алексей Товарнов Волгоградская область                                                         | 77,95 м            |
| Эстафета 4×100 м                    | Санкт-Петербург · Дмитрий Шкуропатов · Константин Петряшов · Кирилл Чернухин · Артур Рейсбих | 39,98              | Ульяновская область · Игорь Образцов · Евгений Штыркин · Антон Желтов · Ильфат Садеев             | 40,26              | Москва · Павел Вручинский · Евгений Харин · Роман Смирнов · Вячеслав Колесниченко              | 40,52              |
| Эстафета 4×400 м                    | Тюменская область [a] · Никита Веснин · Максим Файзулин · Денис Кудрявцев · Павел Тренихин   | 3.06,93 [a]        | Свердловская область [a] · Артём Денмухаметов · Никита Поляков · Андрей Симагин · Павел Тебеньков | 3.08,92 [a]        | Иркутская область [a] · Евгений Панасенко · Александр Мизев · Дмитрий Буряк · Владимир Краснов | 3.09,03 [a]        |

a  9 января 2017 года Спортивный арбитражный суд дисквалифицировал российского бегуна на 400 метров Максима Дылдина на четыре года за отказ от прохождения допинг-контроля. Результаты спортсмена, показанные после 22 мая 2015 года, были аннулированы, в том числе первое место в беге на 400 метров на чемпионате России 2015 года с результатом 46,04. В соответствии с правилами, также был аннулирован результат сборной Пермского края (Максим Дылдин, Денис Алексеев, Алексей Кёниг, Павел Ивашко) в эстафете 4×400 метров (первое место, 3.04,99).

b  27 сентября 2016 года Международная ассоциация легкоатлетических федераций опубликовала список спортсменов, дисквалифицированных в связи с допинговыми нарушениями. Среди них оказался российский бегун Ильдар Миншин, отстранённый от соревнований на 2 года на основании отклонений показателей крови в биологическом паспорте. Его результаты с 15 августа 2009 года были аннулированы, в том числе 1-е место на чемпионате России 2015 года в беге на 3000 метров с препятствиями с результатом 8.34,46.

c  1 февраля 2019 года стало известно, что Спортивный арбитражный суд на основании доклада Макларена и показаний Григория Родченкова признал 12 российских легкоатлетов виновными в нарушении антидопинговых правил. Среди них оказался прыгун в высоту Иван Ухов. Все его результаты с 16 июля 2012 года по 31 декабря 2015 года были аннулированы, в том числе второе место на чемпионате России — 2015 с результатом 2,28 м.

d  26 сентября 2017 года Всероссийская федерация лёгкой атлетики сообщила о дисквалификации на 8 лет российского метателя молота Кирилла Иконникова. Перепроверка его допинг-пробы, взятой на Олимпийских играх 2012 года, дала положительный результат на туринабол. Все результаты спортсмена, показанные с 5 августа 2012 года по 8 октября 2016 года, были аннулированы, в том числе второе место на чемпионате России 2015 года с результатом 75,87 м.

### Женщины
| Дисциплина                          | Золото                                                                                      | Золото             | Серебро                                                                                      | Серебро            | Бронза                                                                                                | Бронза                |
| ----------------------------------- | ------------------------------------------------------------------------------------------- | ------------------ | -------------------------------------------------------------------------------------------- | ------------------ | --- | --------------------- |
| 100 м (ветер: +0,5 м/с)             | Анна Кукушкина Московская область Ивановская область                                        | 11,36              | Виктория Ярушкина Москва                                                                     | 11,47              | Кристина Сивкова Москва Омская область                                                                | 11,49                 |
| 200 м (ветер: +1,1 м/с)             | Анна Кукушкина Московская область Ивановская область                                        | 23,19              | Анна Егорова Ставропольский край                                                             | 23,23              | Ольга Харитонова Санкт-Петербург                                                                      | 23,28                 |
| 400 м                               | Ксения Аксёнова Свердловская область ЯНАО                                                   | 51,44              | Екатерина Реньжина Москва Тульская область                                                   | 51,77              | Надежда Котлярова Москва Карелия                                                                      | 51,91                 |
| 800 м                               | Евгения Субботина [e] Москва Пермский край                                                  | 2.02,46 [e]        | Марина Поспелова [e] Москва Ярославская область                                              | 2.02,70 [e]        | Татьяна Маркелова [e] Мурманская область                                                              | 2.02,95 [e]           |
| 1500 м                              | Татьяна Томашова Пермский край                                                              | 4.04,48            | Анастасия Калина [f] Санкт-Петербург                                                         | 4.10,90 [f]        | Светлана Улога [f] Татарстан                                                                          | 4.13,64 [f]           |
| 5000 м                              | Елена Коробкина Москва Липецкая область                                                     | 15.57,59           | Гульшат Фазлитдинова Московская область Башкортостан                                         | 16.01,26           | Наталья Леонтьева Саха−Якутия                                                                         | 16.05,68              |
| 3000 м с препятствиями              | Наталья Аристархова Красноярский край                                                       | 9.35,07            | Людмила Лебедева Москва Марий Эл                                                             | 9.36,56            | Виктория Иванова [g] Московская область Чувашия                                                       | 9.46,82 [g]           |
| 100 м с барьерами (ветер: −2,7 м/с) | Нина Морозова Краснодарский край Брянская область                                           | 12,88              | Екатерина Галицкая Санкт-Петербург Ростовская область                                        | 12,92              | Ирина Решёткина Санкт-Петербург                                                                       | 13,12                 |
| 400 м с барьерами                   | Дарья Кораблёва Москва                                                                      | 55,69              | Вера Рудакова Москва Пермский край                                                           | 56,14              | Наталья Антюх Москва Санкт-Петербург                                                                  | 56,28                 |
| Прыжок в высоту                     | Анна Чичерова Москва Ростовская область                                                     | 2,00 м             | Мария Кучина Московская область Кабардино-Балкария                                           | 1,97 м             | Кристина Королёва Липецкая область Кемеровская область                                                | 1,88 м                |
| Прыжок с шестом                     | Анжелика Сидорова Москва Чувашия                                                            | 4,50 м             | Татьяна Швыдкина Москва Брянская область                                                     | 4,35 м             | Ольга Муллина Москва Белгородская область                                                             | 4,35 м                |
| Прыжок в длину                      | Юлия Пидлужная Свердловская область                                                         | 6,87 м (0,0 м/с)   | Елена Соколова Москва Белгородская область                                                   | 6,70 м (+1,8 м/с)  | Екатерина Левицкая [h] Краснодарский край                                                             | 6,59 м [h] (+1,9 м/с) |
| Тройной прыжок                      | Екатерина Конева Краснодарский край Хабаровский край                                        | 14,27 м (+0,9 м/с) | Виктория Прокопенко Санкт-Петербург Москва                                                   | 14,10 м (+2,1 м/с) | Олеся Тихонова Москва Волгоградская область                                                           | 13,98 м (+1,4 м/с)    |
| Толкание ядра                       | Ирина Тарасова Москва Ростовская область                                                    | 18,01 м            | Евгения Смирнова Москва Чувашия                                                              | 17,38 м            | Анна Омарова Ставропольский край                                                                      | 17,19 м               |
| Метание диска                       | Елена Панова Москва Владимирская область                                                    | 63,22 м            | Юлия Мальцева Москва ХМАО−Югра                                                               | 62,54 м            | Екатерина Строкова Москва Нижегородская область                                                       | 59,24 м               |
| Метание молота                      | Оксана Кондратьева Москва Московская область                                                | 68,60 м            | Алёна Лысенко Москва Владимирская область                                                    | 68,52 м            | Гульфия Агафонова [i] Мордовия Челябинская область                                                    | 66,20 м [i]           |
| Метание копья                       | Вера Ребрик Чувашия                                                                         | 64,93 м            | Мария Абакумова Краснодарский край Московская область                                        | 61,26 м            | Марина Максимова Москва Чувашия                                                                       | 55,12 м               |
| Эстафета 4×100 м                    | Московская область · Светлана Топилина · Юлия Кацура · Анастасия Николаева · Анна Кукушкина | 45,02              | Санкт-Петербург · Светлана Титова · Анастасия Григорьева · Карина Трипутень · Елена Черняева | 45,14              | Пензенская область · Кристина Хорошева · Наталья Куликова · Елена Аксёнова · Татьяна Миронова         | 45,17                 |
| Эстафета 4×400 м                    | Москва · Дарья Кораблёва · Ксения Задорина · Надежда Котлярова · Екатерина Реньжина         | 3.27,75            | Московская область · Алёна Мамина · Юлия Гущина · Наталья Данилова · Яна Глотова             | 3.32,73            | Волгоградская область · Ольга Товарнова · Лилия Молгачёва · Анастасия Коршунова · Антонина Кривошапка | 3.33,16               |

e  26 января 2017 года Международная ассоциация легкоатлетических федераций опубликовала список спортсменов, дисквалифицированных в связи с допинговыми нарушениями. Среди них оказалась и российская бегунья на 800 метров Анастасия Баздырева, отстранённая от соревнований на 2 года на основании отклонений показателей крови в биологическом паспорте. Её результаты с 23 апреля 2014 года были аннулированы, в том числе первое место на чемпионате России 2015 года в беге на 800 метров с результатом 2.01,42.

f  29 ноября 2016 года Спортивный арбитражный суд в Лозанне принял решение о дисквалификации российской бегуньи на средние дистанции Екатерина Шарминой (Мартыновой). Спортсменка была отстранена от соревнований на три года, а её результаты после 17 июня 2011 года — аннулированы, в том числе второе место на чемпионате России — 2015 в беге на 1500 метров с результатом 4.05,87.

g  2 августа 2017 года Всероссийская федерация лёгкой атлетики сообщила о дисквалификации бегуньи Екатерины Досейкиной. На основании данных биологического паспорта был сделан вывод о применении спортсменкой допинга. Её результаты с 5 августа 2015 года были аннулированы, в том числе третье место на чемпионате России 2015 года в беге на 3000 метров с препятствиями с результатом 9.45,17.

h  1 февраля 2017 года Всероссийская федерация лёгкой атлетики сообщила о дисквалификации на 2 года прыгуньи в длину Ольги Кучеренко. Её допинг-проба с чемпионата мира 2011 года оказалась положительной. Все результаты спортсменки с 28 августа 2011 года были аннулированы, в том числе третье место на чемпионате России 2015 года с результатом 6,59 м.

i  19 апреля 2017 года Всероссийская федерация лёгкой атлетики сообщила о дисквалификации на 2 года метательницы молота Анны Булгаковой. Её допинг-проба, взятая на чемпионате мира 2013 года, дала положительный результат на дегидрохлорметилтестостерон. Результаты спортсменки с 16 августа 2013 года по 15 августа 2015 года были аннулированы, в том числе третье место на чемпионате России — 2015 с результатом 68,38 м.

1 февраля 2019 года стало известно, что Спортивный арбитражный суд на основании доклада Макларена и показаний Григория Родченкова признал 12 российских легкоатлетов виновными в нарушении антидопинговых правил. Среди них оказалась метательница молота Мария Беспалова. Все её результаты с 17 июля 2012 года по 26 октября 2015 года были аннулированы, в том числе четвёртое место на чемпионате России — 2015 с результатом 67,16 м.

## Зимний чемпионат России по длинным метаниям
Зимний чемпионат России по длинным метаниям 2015 прошёл 22—24 февраля в Адлере на легкоатлетическом стадионе спортивного комплекса «Юность». На соревнованиях определялся состав сборной России для выступления на Кубке Европы по зимним метаниям. Первый старт после рождения двойни сделала чемпионка мира-2011 в метании копья Мария Абакумова. Она заняла только второе место, но осталась довольна своим выступлением.

### Мужчины
| Дисциплина     | Золото                                                   | Золото      | Серебро                                    | Серебро     | Бронза                                            | Бронза      |
| -------------- | -------------------------------------------------------- | ----------- | ------------------------------------------ | ----------- | ------------------------------------------------- | ----------- |
| Метание диска  | Виктор Бутенко Москва Ставропольский край                | 65,08 м     | Николай Седюк Москва Нижегородская область | 62,08 м     | Александр Кириа Краснодарский край                | 59,60 м     |
| Метание молота | Денис Лукьянов [j] Московская область Ростовская область | 73,94 м [j] | Алексей Королёв [j] Москва Санкт-Петербург | 73,88 м [j] | Евгений Коротовский [j] Москва Смоленская область | 71,05 м [j] |
| Метание копья  | Валерий Иордан Московская область                        | 80,59 м     | Игорь Сухомлинов Санкт-Петербург           | 71,00 м     | Александр Шарыгин Москва Ставропольский край      | 69,17 м     |

j  26 сентября 2017 года Всероссийская федерация лёгкой атлетики сообщила о дисквалификации на 8 лет российского метателя молота Кирилла Иконникова. Перепроверка его допинг-пробы, взятой на Олимпийских играх 2012 года, дала положительный результат на туринабол. Все результаты спортсмена, показанные с 5 августа 2012 года по 8 октября 2016 года, были аннулированы, в том числе первое место на зимнем чемпионате России 2015 года с результатом 74,60 м.

### Женщины
| Дисциплина     | Золото                                          | Золото      | Серебро                                               | Серебро     | Бронза                                           | Бронза      |
| -------------- | ----------------------------------------------- | ----------- | ----------------------------------------------------- | ----------- | ------------------------------------------------ | ----------- |
| Метание диска  | Екатерина Строкова Москва Нижегородская область | 62,97 м     | Елена Панова Москва Владимирская область              | 61,54 м     | Юлия Мальцева Москва ХМАО-Югра                   | 57,66 м     |
| Метание молота | Наталья Полякова [k] Москва Брянская область    | 67,67 м [k] | Алёна Лысенко [k] Москва Владимирская область         | 67,12 м [k] | Оксана Кондратьева [k] Москва Московская область | 66,98 м [k] |
| Метание копья  | Виктория Сударушкина Москва Санкт-Петербург     | 62,78 м     | Мария Абакумова Краснодарский край Московская область | 60,13 м     | Евгения Ананченко Москва Ставропольский край     | 56,97 м     |

k  19 апреля 2017 года Всероссийская федерация лёгкой атлетики сообщила о дисквалификации на 2 года метательницы молота Анны Булгаковой. Её допинг-проба, взятая на чемпионате мира 2013 года, дала положительный результат на дегидрохлорметилтестостерон. Результаты спортсменки с 16 августа 2013 года по 15 августа 2015 года были аннулированы, в том числе первое место на зимнем чемпионате России по длинным метаниям — 2015 с результатом 72,15 м.

## Зимний чемпионат России по спортивной ходьбе
Зимний чемпионат России по спортивной ходьбе 2015 прошёл 27—28 февраля в Сочи на базе ФГУП «Юг-Спорт». Мужчины соревновались на дистанциях 20 км и 35 км, женщины — на 20 км. По итогам турнира определялся состав сборной России на майский Кубок Европы по ходьбе. Лучший результат в истории ходьбы на 20 км среди женщин показала действующая чемпионка Европы из Мордовии Эльмира Алембекова. Однако её результат 1:24.47 не был ратифицирован в качестве мирового рекорда из-за отсутствия на чемпионате трёх судей международной категории.

### Мужчины
| Дисциплина      | Золото                                        | Золото      | Серебро                              | Серебро     | Бронза                       | Бронза      |
| --------------- | --------------------------------------------- | ----------- | ------------------------------------ | ----------- | ---------------------------- | ----------- |
| Ходьба на 20 км | Александр Иванов Мордовия Челябинская область | 1:20.06     | Андрей Кривов Мордовия               | 1:20.43     | Пётр Трофимов Москва Чувашия | 1:20.53     |
| Ходьба на 35 км | Иван Носков [l] Мордовия                      | 2:27.20 [l] | Сергей Шарыпов [l] Мордовия Удмуртия | 2:29.33 [l] | Роман Евстифеев [l] Мордовия | 2:29.54 [l] |

l  8 февраля 2018 года Всероссийская федерация лёгкой атлетики сообщила о санкциях в отношении ходока Михаила Рыжова. На основании данных биологического паспорта был сделан вывод о применении спортсменом допинга. Все его выступления с 9 сентября 2012 года по 2 июня 2015 года были аннулированы, в том числе первое место на зимнем чемпионате России по ходьбе — 2015 на дистанции 35 км с результатом 2:25.54.

### Женщины
| Дисциплина      | Золото                      | Золото  | Серебро                         | Серебро | Бронза                              | Бронза  |
| --------------- | --------------------------- | ------- | ------------------------------- | ------- | ----------------------------------- | ------- |
| Ходьба на 20 км | Эльмира Алембекова Мордовия | 1:24.47 | Марина Пандакова Москва Чувашия | 1:25.03 | Светлана Васильева Мордовия Чувашия | 1:25.04 |

## Чемпионат России по горному бегу (вверх)
XVI чемпионат России по горному бегу (вверх) состоялся 4 апреля 2015 года в Железноводске, Ставропольский край. Участники выявляли сильнейших на трассе, проложенной на склоне горы Бештау. Соревнования сопровождались холодной погодой, снегом и сильным ветром. На старт вышли 97 участников (67 мужчин и 30 женщин) из 29 регионов России.

### Мужчины
| Дисциплина                            | Золото                                | Золото | Серебро                | Серебро | Бронза                               | Бронза |
| ------------------------------------- | ------------------------------------- | ------ | ---------------------- | ------- | ------------------------------------ | ------ |
| 9,65 км перепад высот: +1145 м −189 м | Руслан Хорошилов Белгородская область | 54.18  | Андрей Шкляев Удмуртия | 56.15   | Алексей Пагнуев Свердловская область | 56.26  |

### Женщины
| Дисциплина                       | Золото                           | Золото | Серебро                             | Серебро | Бронза                             | Бронза |
| -------------------------------- | -------------------------------- | ------ | ----------------------------------- | ------- | ---------------------------------- | ------ |
| 5 км перепад высот: +884 м −98 м | Нигина Попцова Кировская область | 43.23  | Надежда Лещинская Самарская область | 44.19   | Ирина Судакова Челябинская область | 44.23  |

## Чемпионат России по кроссу (весна)
Весенний чемпионат России по кроссу состоялся 25 апреля 2015 года в городском парке Жуковского, Московская область. Было разыграно 4 комплекта наград. Мужчины соревновались на дистанциях 4 км и 8 км, женщины — 2 км и 6 км.

### Мужчины
| Дисциплина | Золото                                    | Золото | Серебро                                                  | Серебро | Бронза                          | Бронза |
| ---------- | ----------------------------------------- | ------ | -------------------------------------------------------- | ------- | ------------------------------- | ------ |
| Кросс 4 км | Ильгизар Сафиуллин Москва Приморский край | 11.25  | Павел Адышкин Москва                                     | 11.27   | Николай Ляликов Курская область | 11.32  |
| Кросс 8 км | Александр Новиков Москва Чувашия          | 23.47  | Алексей Викулов Новосибирская область Забайкальский край | 23.47   | Иван Коняев Самарская область   | 23.49  |

### Женщины
| Дисциплина | Золото                                               | Золото | Серебро                                                   | Серебро | Бронза                             | Бронза |
| ---------- | ---------------------------------------------------- | ------ | --------------------------------------------------------- | ------- | ---------------------------------- | ------ |
| Кросс 2 км | Дина Александрова Курская область                    | 6.04   | Екатерина Соколенко Томская область Новосибирская область | 6.04    | Айвика Маланова Москва Марий Эл    | 6.05   |
| Кросс 6 км | Гульшат Фазлитдинова Московская область Башкортостан | 19.45  | Наталья Пендюхова Самарская область                       | 19.54   | Елена Седова Новосибирская область | 20.04  |

## Чемпионат России по марафону
Чемпионат России по марафону 2015 состоялся 11 мая в Казани в рамках I Казанского марафона. Участники два раза преодолели круг длиной 21,1 км, проложенный по центральным улицам города. Старт и финиш располагался на площади около «Казань-Арены». Юрий Чечун и Сардана Трофимова впервые в карьере стали чемпионами России на марафонской дистанции.

### Мужчины
| Дисциплина | Золото                       | Золото  | Серебро                 | Серебро | Бронза                      | Бронза  |
| ---------- | ---------------------------- | ------- | ----------------------- | ------- | --------------------------- | ------- |
| Марафон    | Юрий Чечун Самарская область | 2:14.10 | Дмитрий Сафронов Москва | 2:14.16 | Фёдор Шутов Москва Удмуртия | 2:15.38 |

### Женщины
| Дисциплина | Золото                        | Золото  | Серебро                          | Серебро | Бронза                               | Бронза  |
| ---------- | ----------------------------- | ------- | -------------------------------- | ------- | ------------------------------------ | ------- |
| Марафон    | Сардана Трофимова Саха-Якутия | 2:29.30 | Наталья Соколова Санкт-Петербург | 2:31.52 | Гульнара Выговская Самарская область | 2:32.21 |

## Чемпионат России по горному бегу (вверх-вниз)
XVII чемпионат России по горному бегу (вверх-вниз) состоялся 16 мая 2015 года в посёлке Токсово, Ленинградская область. Соревнования прошли на базе местного Военного института физической культуры. На старт вышел 61 участник (44 мужчины и 17 женщин) из 12 регионов России. Победителем среди мужчин стал 19-летний Константин Галиуллин, опередивший действующего чемпиона Александра Терентьева. Нигина Попцова, как и полтора месяца назад на Бештау, вновь выиграла женский забег на чемпионате страны.

### Мужчины
| Дисциплина                           | Золото                                          | Золото  | Серебро                                 | Серебро | Бронза                             | Бронза  |
| ------------------------------------ | ----------------------------------------------- | ------- | --------------------------------------- | ------- | ---------------------------------- | ------- |
| 12 км перепад высот: +1138 м −1138 м | Константин Галиуллин Москва Костромская область | 1:01.57 | Александр Терентьев Ярославская область | 1:02.23 | Александр Гусев Московская область | 1:02.49 |

### Женщины
| Дисциплина                          | Золото                           | Золото | Серебро                       | Серебро | Бронза                           | Бронза |
| ----------------------------------- | -------------------------------- | ------ | ----------------------------- | ------- | -------------------------------- | ------ |
| 6,9 км перепад высот: +658 м −658 м | Нигина Попцова Кировская область | 39.59  | Жанна Вокуева Санкт-Петербург | 40.43   | Галина Егорова Самарская область | 41.40  |

## Чемпионат России по суточному бегу
Чемпионат России по суточному бегу прошёл 16—17 мая на стадионе «Искра» в Москве в рамках XXIV сверхмарафона «Сутки бегом». На старт вышли 60 легкоатлетов из 24 регионов России (49 мужчин и 11 женщин).

### Мужчины
| Дисциплина   | Золото                         | Золото    | Серебро                           | Серебро   | Бронза                    | Бронза    |
| ------------ | ------------------------------ | --------- | --------------------------------- | --------- | ------------------------- | --------- |
| Суточный бег | Иван Кокорин Кировская область | 240 488 м | Артур Оганесян Московская область | 217 583 м | Владимир Тивиков Марий Эл | 208 707 м |

### Женщины
| Дисциплина   | Золото                                  | Золото    | Серебро                        | Серебро   | Бронза                              | Бронза    |
| ------------ | --------------------------------------- | --------- | ------------------------------ | --------- | ----------------------------------- | --------- |
| Суточный бег | Татьяна Свиридова Ленинградская область | 194 165 м | Валентина Доргуева Саха−Якутия | 169 816 м | Надежда Тарасова Московская область | 160 079 м |

## Чемпионат России по многоборьям
Чемпионы России в многоборьях (мужское десятиборье и женское семиборье) были определены 8—10 июня 2015 года в Чебоксарах. Соревнования прошли на Центральном стадионе «Олимпийский». Сильнейшими в стране впервые в карьере стали Сергей Тимшин и Любовь Ткач. Оба новоиспечённых чемпиона обновили личные рекорды, набрав 7984 и 6151 очко соответственно.

### Мужчины
| Дисциплина  | Золото                                | Золото    | Серебро                         | Серебро   | Бронза                                                    | Бронза    |
| ----------- | ------------------------------------- | --------- | ------------------------------- | --------- | --------------------------------------------------------- | --------- |
| Десятиборье | Сергей Тимшин Москва Липецкая область | 7984 очка | Алексей Кравцов Санкт-Петербург | 7894 очка | Евгений Саранцев Краснодарский край Волгоградская область | 7882 очка |

### Женщины
| Дисциплина | Золото             | Золото    | Серебро                                                    | Серебро   | Бронза                                       | Бронза     |
| ---------- | ------------------ | --------- | ---------------------------------------------------------- | --------- | -------------------------------------------- | ---------- |
| Семиборье  | Любовь Ткач Москва | 6151 очко | Ульяна Александрова Московская область Кемеровская область | 5903 очка | Анастасия Белякова Москва Пензенская область | 5807 очков |

## Чемпионат России по спортивной ходьбе
Чемпионат России по спортивной ходьбе 2015 прошёл 12—13 июня в Чебоксарах. Были разыграны 3 комплекта медалей на олимпийских дистанциях 20 км у мужчин и женщин и 50 км у мужчин. Трасса была проложена по набережной залива реки Волги.

### Мужчины
| Дисциплина      | Золото                             | Золото      | Серебро                          | Серебро     | Бронза                           | Бронза      |
| --------------- | ---------------------------------- | ----------- | -------------------------------- | ----------- | -------------------------------- | ----------- |
| Ходьба на 20 км | Пётр Трофимов [m] Москва Чувашия   | 1:21.50 [m] | Кирилл Фролов [m] Москва Чувашия | 1:22.14 [m] | Роман Евстифеев [m] Мордовия     | 1:22.21 [m] |
| Ходьба на 50 км | Александр Яргунькин Москва Чувашия | 3:45.41     | Александр Шунихин Мордовия       | 4:02.23     | Сергей Корепанов Москва Удмуртия | 4:03.45     |

m  14 октября 2016 года Спортивный арбитражный суд дисквалифицировал пять российских ходоков. Среди них был и Денис Стрелков, в допинг-пробе которого были обнаружены следы эритропоэтина. Спортсмен был дисквалифицирован на 4 года, а его результаты после 2 июня 2015 года — аннулированы, в том числе первое место на чемпионате России по ходьбе 2015 года на дистанции 20 км с результатом 1:20.04.

7 апреля 2017 года Спортивный арбитражный суд сообщил о дисквалификации российского ходока Станислава Емельянова на 8 лет. В его допинг-пробе также были обнаружены следы употребления эритропоэтина. Все результаты спортсмена после 2 июня 2015 года были аннулированы, в том числе второе место на чемпионате России по ходьбе 2015 года на дистанции 20 км с результатом 1:20.10.

### Женщины
| Дисциплина      | Золото                        | Золото      | Серебро                          | Серебро     | Бронза                                 | Бронза      |
| --------------- | ----------------------------- | ----------- | -------------------------------- | ----------- | -------------------------------------- | ----------- |
| Ходьба на 20 км | Анися Кирдяпкина [n] Мордовия | 1:26.44 [n] | Екатерина Медведева [n] Мордовия | 1:29.32 [n] | Мария Пономарёва [n] Мордовия Удмуртия | 1:30.36 [n] |

n  14 октября 2016 года Спортивный арбитражный суд дисквалифицировал пять российских ходоков. Среди них была и Вера Соколова, в допинг-пробе которой были обнаружены следы эритропоэтина. Спортсменка был дисквалифицирована на 4 года, а её результаты после 2 июня 2015 года — аннулированы, в том числе первое место на чемпионате России по ходьбе 2015 года на дистанции 20 км с результатом 1:26.17.

## Чемпионат России по бегу на 10 000 метров
Чемпионы России в беге на 10 000 метров определились 19 июля. Забеги состоялись в рамках 57-го Мемориала братьев Знаменских на стадионе «Метеор» в подмосковном городе Жуковский. У мужчин победителем стал Анатолий Рыбаков (впервые в карьере в беге на 10 000 метров), а у женщин — Наталья Попкова.

### Мужчины
| Дисциплина | Золото                               | Золото   | Серебро                 | Серебро  | Бронза                   | Бронза   |
| ---------- | ------------------------------------ | -------- | ----------------------- | -------- | ------------------------ | -------- |
| 10 000 м   | Анатолий Рыбаков Кемеровская область | 28.22,01 | Дмитрий Сафронов Москва | 28.23,71 | Степан Киселёв Татарстан | 28.44,76 |

### Женщины
| Дисциплина | Золото                 | Золото   | Серебро                           | Серебро  | Бронза                                  | Бронза   |
| ---------- | ---------------------- | -------- | --------------------------------- | -------- | --------------------------------------- | -------- |
| 10 000 м   | Наталья Попкова Москва | 32.25,22 | Елена Наговицына Удмуртия Чувашия | 32.26,28 | Валентина Галимова Москва Пермский край | 32.37,19 |

## Чемпионат России по бегу на 100 км
Чемпионат России по бегу на 100 километров прошёл 6 сентября в Санкт-Петербурге. Соревнования проходили на Крестовском острове на круге длиной 2,5 км, проложенном вдоль гребного канала. На старт вышел 31 легкоатлет из 12 регионов России (22 мужчины и 9 женщин). Чемпионат страны в беге на 100 км вновь был проведён на шоссе после трёх лет перерыва: в 2012—2014 годах сильнейшие на этой дистанции выявлялись зимой в московском манеже «Крылатское». Николай Яналов уверенно выиграл мужской забег с результатом 6:34.48.

### Мужчины
| Дисциплина | Золото                | Золото  | Серебро                     | Серебро | Бронза                                | Бронза  |
| ---------- | --------------------- | ------- | --------------------------- | ------- | ------------------------------------- | ------- |
| 100 км     | Николай Яналов Москва | 6:34.48 | Виталий Верендякин Мордовия | 7:08.31 | Данил Десятниченко Ростовская область | 7:09.50 |

### Женщины
| Дисциплина | Золото                       | Золото  | Серебро                               | Серебро | Бронза                                  | Бронза  |
| ---------- | ---------------------------- | ------- | ------------------------------------- | ------- | --------------------------------------- | ------- |
| 100 км     | Надежда Гоголева Саха−Якутия | 8:20.53 | Надежда Шапошникова Самарская область | 8:38.46 | Татьяна Свиридова Ленинградская область | 8:52.58 |

## Чемпионат России по эстафетному бегу
Чемпионат России в неолимпийских дисциплинах эстафетного бега прошёл в Адлере с 7 по 10 сентября 2015 года на легкоатлетическом стадионе спортивного комплекса «Юность». Был установлен один новый рекорд России. Второй год подряд сборная Иркутской области (Руслан Нигамятянов, Дмитрий Буряк, Евгений Панасенко, Роман Тарасов) стала сильнейшей в шведской эстафете 800+400+200+100 м с национальным достижением — 3.06,17.

### Мужчины
| Дисциплина                   | Золото                                                                                     | Золото      | Серебро                                                                                         | Серебро     | Бронза                                                                                       | Бронза      |
| ---------------------------- | ------------------------------------------------------------------------------------------ | ----------- | ----------------------------------------------------------------------------------------------- | ----------- | -------------------------------------------------------------------------------------------- | ----------- |
| Эстафета 400+300+200+100 м   | Санкт-Петербург [o] · Сергей Петухов · Юрий Трамбовецкий · Андрей Руденко · Глеб Балуев    | 1.51,92 [o] | Белгородская область [o] · Андрей Чернышов · Антон Волобуев · Сергей Нестеров · Андрей Чурсин   | 1.52,24 [o] | Краснодарский край [o] · Никита Тимошек · Валерий Фёдоров · Руслан Аббасов · Дмитрий Лопин   | 1.53,43 [o] |
| Эстафета 800+400+200+100 м   | Иркутская область · Руслан Нигамятянов · Дмитрий Буряк · Евгений Панасенко · Роман Тарасов | 3.06,17     | Иркутская область · Василий Садилов · Александр Мизев · Артём Копырялов · Вячеслав Егоров       | 3.07,45     | Новосибирская область · Антон Кулятин · Иван Бабич · Вадим Зеленковский · Сергей Гиниатуллин | 3.08,52     |
| Эстафета 4×800 м             | Башкортостан · Эмиль Гаймалов · Гайнислам Галин · Ильгам Ишмухаметов · Данил Стрельников   | 7.23,93     | Московская область · Артём Горяинов · Алексей Бутранов · Никита Высоцкий · Сергей Дубровский    | 7.24,12     | Татарстан · Евгений Клементьев · Семён Павлов · Игорь Головин · Олег Сидоров                 | 7.24,48     |
| Эстафета 4×1500 м            | Татарстан · Евгений Клементьев · Семён Павлов · Олег Сидоров · Игорь Головин               | 15.21,60    | Московская область · Вильдан Гадельшин · Алексей Бутранов · Никита Высоцкий · Сергей Дубровский | 15.21,73    | Санкт-Петербург · Александр Сторожев · Артур Бурцев · Тимофей Петров · Павел Хворостухин     | 15.22,28    |
| Эстафета 4×110 м с барьерами | Кемеровская область · Андрей Хайлов · Андрей Фомичёв · Алексей Мартынов · Алексей Черкасов | 58,43       | Ростовская область · Александр Евгеньев · Ян Воронцов · Кирилл Киреев · Артём Лукьяненко        | 58,76       | Краснодарский край · Дмитрий Беляков · Алексей Кудрявцев · Артём Ковальчук · Денис Ежов      | 59,26       |

o  21 апреля 2017 года стало известно о дисквалификации российского спринтера Александра Хютте в связи с его отказом от прохождения допинг-теста. Спортсмен был дисквалифицирован на 4 года, а его результаты с 22 мая 2015 года — аннулированы. В соответствии с правилами, недействительным был признан результат сборной Санкт-Петербурга (Александр Хютте, Иван Шаблюев, Максим Рафилович, Максим Колесников) на чемпионате России 2015 года в эстафете 400+300+200+100 метров с национальным рекордом 1.50,26.

### Женщины
| Дисциплина                   | Золото | Золото   | Серебро                                                                                             | Серебро  | Бронза | Бронза       |
| ---------------------------- | --- | -------- | --------------------------------------------------------------------------------------------------- | -------- | --- | ------------ |
| Эстафета 400+300+200+100 м   | Иркутская область · Марина Коновалова · Екатерина Юхимчук · Вероника Мартьянова · Анастасия Пинаева           | 2.08,07  | Санкт-Петербург · Любовь Семёнова · Анна Пунич · Светлана Титова · Анастасия Григорьева             | 2.09,43  | Нижегородская область · Мария Журавлёва · Дарья Ясницкая · Александра Федорива-Шпаер · Александра Тарасова | 2.10,05      |
| Эстафета 800+400+200+100 м   | Нижегородская область · Мария Журавлёва · Оксана Калабашина · Александра Федорива-Шпаер · Александра Тарасова | 3.34,00  | Курская область · Екатерина Купина · Екатерина Шмыгарёва · Ксения Чихирина · Дарья Шумакова         | 3.36,96  | Новосибирская область · Елена Кобелева · Надежда Видеркер · Тамара Сластникова · Александра Грошева        | 3.38,64      |
| Эстафета 4×800 м             | Башкортостан · Эльмира Самигуллина · Галина Бубнова · Анна Мусина · Алёна Шухтуева                            | 8.23,08  | Курская область · Дина Александрова · Екатерина Шмыгарёва · Екатерина Купина · Олеся Михеева        | 8.24,77  | Мурманская область · Екатерина Толмачёва · Татьяна Дудченко · Анна Купаева · Татьяна Маркелова             | 8.28,75      |
| Эстафета 4×1500 м            | Башкортостан · Евгения Шляпникова · Юлия Васильева · Алёна Шухтуева · Галина Бубнова                          | 17.35,77 | Московская область · Анна Бойнова · Гульшат Фазлитдинова · Олеся Муратова · Александра Павлютенкова | 17.38,78 | Санкт-Петербург [p] · Надежда Алексеева · Ульяна Аввакуменкова · Екатерина Шаповалова · Юлия Чиженко       | 17.52,15 [p] |
| Эстафета 4×100 м с барьерами | Красноярский край · Екатерина Блёскина · Ирина Рябова · Елена Борисова · Екатерина Воронкова                  | 55,52    | Санкт-Петербург · Мария Аглицкая · Ольга Самылова · Юлия Малуева · Ирина Решёткина                  | 55,88    | Краснодарский край · Валентина Кибальникова · Юлия Жук · Анастасия Клещенок · Мария Громышева              | 55,99        |

p  15 июня 2016 года было объявлено о дисквалификации бегуньи Ларисы Клеймёновой. Её допинг-проба, взятая на чемпионате России по эстафетам 2015 года, оказалась положительной. В соответствии с правилами результат сборной Курской области (Олеся Михеева, Лариса Клеймёнова, Екатерина Купина, Дина Александрова) в эстафете 4×1500 метров (третье место, 17.45,54) был аннулирован.

## Чемпионат России по полумарафону
Чемпионат России по полумарафону состоялся 12 сентября в Новосибирске в рамках традиционного XVIII полумарафона Александра Раевича. У мужчин первые два места заняли братья-близнецы Рыбаковы, постоянные участники этого пробега. Анатолий стал шестикратным чемпионом новосибирского полумарафона и догнал по этому числу Евгения (при этом трижды они прибегали первыми вместе). Безоговорочную победу у женщин одержала Мария Коновалова, однако спустя 2 месяца она была дисквалифицирована за употребление допинга, а её результат на чемпионате России аннулирован.

### Мужчины
| Дисциплина  | Золото                               | Золото  | Серебро                             | Серебро | Бронза                               | Бронза  |
| ----------- | ------------------------------------ | ------- | ----------------------------------- | ------- | ------------------------------------ | ------- |
| Полумарафон | Анатолий Рыбаков Кемеровская область | 1:03.36 | Евгений Рыбаков Кемеровская область | 1:03.45 | Игорь Максимов Новосибирская область | 1:03.56 |

### Женщины
| Дисциплина  | Золото                                   | Золото      | Серебро                            | Серебро     | Бронза                                 | Бронза      |
| ----------- | ---------------------------------------- | ----------- | ---------------------------------- | ----------- | -------------------------------------- | ----------- |
| Полумарафон | Гульнара Выговская [q] Самарская область | 1:14.31 [q] | Марина Ковалёва [q] Омская область | 1:15.01 [q] | Елена Седова [q] Новосибирская область | 1:16.09 [q] |

q  5 ноября 2015 года стало известно о дисквалификации российской бегуньи на длинные дистанции Марии Коноваловой. По результатам анализа показателей крови в её биологическом паспорте был сделан вывод о применении допинга. Спортсменка была отстранена от соревнований до 26 октября 2017 года, а её результаты после 14 августа 2009 года аннулированы, в том числе первое место на чемпионате России по полумарафону 2015 с результатом 1:11.49.

## Чемпионат России по кроссу (осень)
Осенний чемпионат России по кроссу прошёл в Зауральной роще города Оренбурга 3—4 октября 2015 года. Игорь Максимов второй год подряд стал победителем на дистанции 10 км у мужчин, а 20-летняя Елизавета Пахомова из Томска впервые в карьере выиграла чемпионат страны.

### Мужчины
| Дисциплина  | Золото                                                  | Золото | Серебро                                  | Серебро | Бронза                             | Бронза |
| ----------- | ------------------------------------------------------- | ------ | ---------------------------------------- | ------- | ---------------------------------- | ------ |
| Кросс 10 км | Игорь Максимов Забайкальский край Новосибирская область | 31.22  | Михаил Стрелков Москва Орловская область | 31.32   | Евгений Кунц Москва Алтайский край | 31.32  |

### Женщины
| Дисциплина | Золото                             | Золото | Серебро                                               | Серебро | Бронза                               | Бронза |
| ---------- | ---------------------------------- | ------ | ----------------------------------------------------- | ------- | ------------------------------------ | ------ |
| Кросс 6 км | Елизавета Пахомова Томская область | 21.29  | Светлана Аплачкина Алтайский край Воронежская область | 21.40   | Наталья Соловьёва Смоленская область | 21.56  |

## Чемпионат России по горному бегу (длинная дистанция)
IX чемпионат России по длинному горному бегу состоялся 25 октября 2015 года в Красной Поляне, Краснодарский край. На старт вышли 43 участника (27 мужчин и 16 женщин) из 13 регионов России. Юрий Тарасов в четвёртый раз подряд стал чемпионом страны на длинной дистанции.

### Мужчины
| Дисциплина                           | Золото                                 | Золото      | Серебро                                  | Серебро     | Бронза                                   | Бронза      |
| ------------------------------------ | -------------------------------------- | ----------- | ---------------------------------------- | ----------- | ---------------------------------------- | ----------- |
| 30 км перепад высот: +1311 м −1311 м | Юрий Тарасов [r] Новосибирская область | 2:01.30 [r] | Алексей Пагнуев [r] Свердловская область | 2:03.16 [r] | Дмитрий Балашов [r] Свердловская область | 2:07.58 [r] |

r  Юрий Бишаев, занявший первое место в мужском забеге с результатом 1:59.34, после окончания соревнований сдал положительную допинг-пробу. 21 апреля 2016 года Всероссийская федерация лёгкой атлетики сообщила о дисквалификации спортсмена на 4 года. Его результат на чемпионате России по горному бегу 2015 года был аннулирован.

### Женщины
| Дисциплина                           | Золото                              | Золото  | Серебро                                | Серебро | Бронза                          | Бронза  |
| ------------------------------------ | ----------------------------------- | ------- | -------------------------------------- | ------- | ------------------------------- | ------- |
| 30 км перепад высот: +1311 м −1311 м | Надежда Лещинская Самарская область | 2:22.05 | Любовь Добровольская Самарская область | 2:25.47 | Марина Титова Самарская область | 2:35.51 |

## Состав сборной России для участия в чемпионате мира
По итогам чемпионата и с учётом выполнения необходимых нормативов, в состав сборной для участия в чемпионате мира по лёгкой атлетике в Пекине вошли 66 атлетов (29 мужчин и 37 женщин):
Мужчины
400 м: Павел Ивашко — имел освобождение от отбора.

Эстафета 4х400 м: Павел Ивашко, Павел Тренихин, Артём Денмухаметов, Денис Алексеев, Владимир Краснов, Денис Кудрявцев.

800 м: Константин Толоконников.

Марафон: Алексей Реунков.

3000 м с препятствиями: Николай Чавкин — имел освобождение от отбора, Ильгизар Сафиуллин.

110 м с барьерами: Сергей Шубенков — имел освобождение от отбора.

400 м с барьерами: Денис Кудрявцев, Иван Шаблюев Тимофей Чалый.

Прыжок в высоту: Даниил Цыплаков, Иван Ухов.

Прыжок с шестом: Александр Грипич, Иван Гертлейн, Георгий Горохов.

Прыжок в длину: Александр Меньков — имел специальное приглашение ИААФ как действующий чемпион мира, Сергей Полянский.

Тройной прыжок: Люкман Адамс, Дмитрий Сорокин.

Толкание ядра: Максим Сидоров, Александр Лесной.

Метание молота: Сергей Литвинов.

Метание копья: Дмитрий Тарабин, Валерий Иордан.

Десятиборье: Илья Шкуренёв.

Ходьба 50 км: Александр Яргунькин — был исключён из команды перед вылетом в Китай из-за положительной допинг-пробы.
Женщины
200 м: Анна Кукушкина, Екатерина Смирнова.

Эстафета 4х100 м: Анна Кукушкина, Екатерина Смирнова, Елизавета Демирова, Марина Пантелеева, Ксения Рыжова.

400 м: Мария Михайлюк — имела освобождение от отбора, Екатерина Реньжина, Надежда Котлярова.

Эстафета 4х400 м: Мария Михайлюк, Ксения Аксёнова, Екатерина Реньжина, Надежда Котлярова, Ксения Задорина, Алёна Мамина, Ксения Рыжова.

800 м: Евгения Субботина.

1500 м: Анна Щагина — имела освобождение от отбора, Татьяна Томашова.

5000 м: Елена Коробкина, Гульшат Фазлитдинова.

Марафон: Алина Прокопьева.

3000 м с препятствиями: Наталья Аристархова, Людмила Лебедева, Екатерина Досейкина.

100 м с барьерами: Нина Морозова, Екатерина Галицкая.

400 м с барьерами: Вера Рудакова.

Прыжок в высоту: Анна Чичерова, Мария Кучина.

Прыжок с шестом: Анжелика Сидорова.

Прыжок в длину: Дарья Клишина — имела освобождение от отбора, Юлия Пидлужная, Елена Соколова.

Тройной прыжок: Екатерина Конева.

Метание диска: Елена Панова, Юлия Мальцева, Екатерина Строкова.

Метание копья: Вера Ребрик, Мария Абакумова.

Семиборье: Любовь Ткач.